# Coelurus
A Coelurus (jelentése 'üreges farok', az ógörög koilosz 'üreg' és oura 'farok' szavak összetételéből) a coelurosaurus dinoszauruszok egyik neme, amely a késő jura korban, (a kimmeridge-i korszakban, mintegy 153–150 millió évvel ezelőtt) élt. Annak ellenére, hogy a neve alapján a theropodák egyik fő csoportjához (a Coelurosauria kládhoz) kapcsolódik, történetileg alig ismert, és néha összetévesztik jobban ismert kortársával, az Ornitholestesszel. Sok más, az őslénykutatás korai éveiben tanulmányozott dinoszauruszhoz hasonlóan a taxonómiai története zavaros, több, később más nemhez átsorolt vagy elvetett fajt is érint. Jelenleg csak egyetlen faja számít érvényesnek, a típusfaj, a C. fragilis, melyről Othniel Charles Marsh készített leírást 1879-ben. Egy részleges csontváz alapján ismert, melyet a Morrison-formációban, az Egyesült Államokbeli Wyomingban fedeztek fel. Kis, két lábon járó, hosszú lábakkal rendelkező húsevő volt.

## Anatómia
A Coelurus csontvázának nagy része, többek között számos csigolya, egy részleges csípő, a vállöv és a végtagok zöme, egyetlen, a Peabody Természetrajzi Múzeumban (Peabody Museum of Natural History) őrzött példány alapján ismert, melynek teljessége csak az 1980-as években vált ismertté. A fosszíliákat a 13-as Reed-lelőhelyen, a wyomingi Como Bluffban találták meg. Emellett két további, feltehetően a nemhez tartozó kar csontjai kerültek elő a Utah állambeli Cleveland Lloyd dinoszaurusz-lelőhelyen. Nem volt nagyméretű dinoszaurusz. A hossza 2,4 méter, a csípőmagassága 0,7 méter volt, a tömegét pedig körülbelül 13–20 kilogrammra becsülték, A Coelurus csontváz rekonstrukcióihoz a hosszú csigolyák miatt aránylag hosszú nyak és törzs, valamint a meghosszabbodott lábközépcsontok miatt megnyúlt, karcsú hátsó lábpár és egy feltehetően kis, keskeny koponya tartozik.

A Coelurus és az ember méretének összehasonlítása

A koponya az állkapocs egy feltételezett, a Coelurus további leletanyagával megegyező helyen talált kis részét leszámítva ismeretlen. Bár megőrződésének állapota és színezete megegyezik a Coelurus csontvázának részeként ismert fosszíliákéval, nagyon vékony, így lehet, hogy nem a csontvázhoz tartozik; a 7,9 centiméter hosszú csontdarab mindössze 1,1 centiméter magas. A csigolyák általánosságban hosszúak és alacsonyak, a tüskéik rövidek, a falaik pedig vékonyak. A nyakcsigolyák nagymértékben pneumatizáltak, a felületükön bemélyedések (úgynevezett pleurocoelek) találhatók, melyek nem egyenlően oszlanak el a felületen és különböző méretűek. A nyakcsigolyák megnyúltak, a hosszúságuk négyszer haladja meg a szélességüket, emellett pedig mindkét végükön konkáv felülettel kapcsolódnak egymáshoz. A hátcsigolyák nem hosszabbodtak meg, nincsenek rajtuk bemélyedések, konkáv felületeik pedig kevésbé fejlettek, a testük inkább óraüveg formájú. A farokcsigolyákon szintén hiányoznak a bemélyedések.
A vállöv egyetlen ismert csontja a lapocka töredéke. A felkarcsont oldalnézetben egyedi módon S alakban ívelt, és kissé hosszabb a singcsontnál (az előbbi 11,9, az utóbbi 9,6 centiméter hosszú). A csukló félig elcsavart kéztőcsontja hasonlít a Deinonychuséra, az ujjak hosszúvá és vékonnyá váltak. A csípő egyetlen ismert csontja a két részből összeforrt szeméremcsont, melynek vége feltűnően megvastagodott. A combcsontok elölnézetből S alakúak (a legjobb állapotban megőrződött kövület 21 centiméter hosszú). A lábközépcsontok szokatlanul meghosszabbodtak és elvékonyodtak, hosszuk megközelítette a combcsontét.

### ACoelurus, azOrnitholestesés aTanycolagreus
A három legalaposabban ismert Morrison-formációból származó theropoda a Coelurus, az Ornitholestes és a Tanycolagreus átlagos coelurosaurusok, melyeket időnként összetévesztenek egymással. Jelenleg a Coelurusnak és az Ornitholestesnek is létezik teljes leírása, így a különböző anatómiai jellegzetességeik által megkülönböztethetők egymástól. Például az arányaik láthatóan eltérnek: a Coelurus háta és nyaka hosszabb, mint az Ornitholestesé, emellett, pedig a lábszárai és lábfejei is hosszabbak és karcsúbbak. A Coelurus és a Tanycolagreus jobban hasonlítanak egymásra, de egyes részleteik eltérnek. E részletek közé tartozik például a felkarcsont, az alkarcsont és a combcsont alakja, a combcsont izomkapcsolódási pontjai, valamint a Coelurus esetében aránylag hosszabb hátcsigolyák és az igen hosszú lábcsontok.

## Osztályozás
Az 1980-as években gyakorivá vált filogenetikus vizsgálatok a Coelurust rendszerint olyan bizonytalan rokoni kapcsolatokkal rendelkező coelurosaurusnak találják, amely nem illik bele a jobban ismert kréta időszaki kládokba. Más általános coelurosaurusokkal, például a compsognathidákkal, az Ornitholestesszel és a Proceratosaurusszal együtt több lehetséges helyet is kijelöltek a számára a Coelurosauria csoport alsó részén. Azonban Phil Senter 2007-ben, a Tanycolagreus leírását követően megjelent cikke Tanycolagreust és a Coelurust egymás közeli rokonaként helyezte el a Tyrannosauroidea öregcsalád aljánál. A Coelurust néha a külön a számára létrehozott Coeluridae családban helyezik el, melynek összetétele bizonytalan. Oliver Rauhut (2003-ban) a Coeluridae tagjaiként a Coelurust és a compsognathidákat jelölte meg, ez utóbbiakat azonban később másokhoz hasonlóan már nem tekintette a család tagjának. Phil Senter szerint csak a Coelurus és a Tanycolagreus tartoznak a coeluridák közé, és ezek az állatok valójában tyrannosauroideák.
A filogenetikus elemzések használatát megelőzően a Coeluridae és a Coelurosauria a többi csoportba nem tartozó kis theropodák szemétkosár-taxonja volt, ezért több kétséges nemet is ezekbe soroltak be. Az 1980-as évek végén a dinoszauruszokat népszerűsítő könyvek egy tucat „coeluridát” tartottak számon, köztük a noasauridák közé tartozó Laevisuchust és az oviraptorosaurusok közé tartozó Microvenatort, melyeket a coelophysidák leszármazottainak tekintettek. A Coeluridae szemétkosárként egyes forrásokban az 1990-es évekig használatban maradt, azután viszont jóval kisebb létszámú csoportként létezett tovább.

## Történet

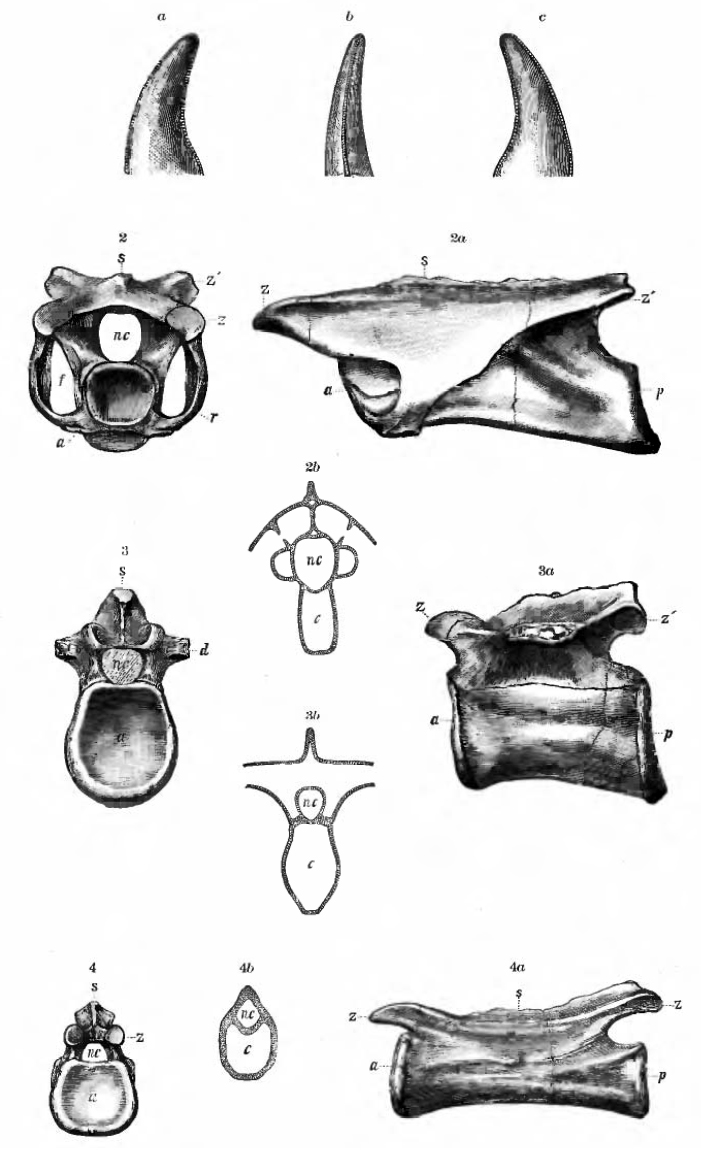
A Coelurus csigolyáinak 1884-ben, Othniel Charles Marsh által készített rekonstrukciója

A Coelurusról 1879-ben az amerikai őslénykutató és természettudós, az Edward Drinker Cope-pal vívott csontháborúról ismert Othniel Charles Marsh készített leírást. Ekkor csak az általa hát- és farokcsigolyaként értelmezett részeket írta le, melyek azon a lelőhelyen kerültek elő, ahol a Camptonotus dispar típuspéldányát megtalálták (a nevet később Camptosaurusra cserélte, ugyanis a Camptonotus már foglalt volt). Marsh felfigyelt a vékonyfalú csigolyákon levő mélyedésekre, melyekről a típusfaj, a Coelurus fragilis a nevét kapta. Úgy gondolta, hogy ez a nem egy „farkas méretű állat volt, és valószínűleg húsevőként élt”. A Coelurus lett az első, Morrison-formációból származó, kisméretű theropoda, melyet elneveztek, bár ekkor Marsh még nem volt biztos abban, hogy dinoszaurusz volt. 1881-ben ismét megvizsgálta a leletet és illusztrációt készített néhány csontról, majd a fosszíliát egy új rendbe (Coeluria) és családba (Coeluridae) helyezte.
Ettől kezdve a történet bonyolultabbá vált. A csontváz nyilvánvalóan szétszóródott a lelőhelyen, az 1879 szeptembere és 1880 szeptembere között begyűjtött maradványokkal együtt. Marsh a leletanyag egy részét egy új, C. agilisnek elnevezett fajba sorolta be, ugyanis egy pár lyukas medencecsont alapján úgy vélte, hogy az állat háromszor nagyobb volt, mint a C. fragilis.. 1888-ban ismeretlen maradványok alapján létrehozta a nemhez tartozó C. gracilis nevű fajt, melynek leletanyagából mára csak egy kis kora kréta kori theropodához tartozó karomcsont maradt, amire az Arundel-formációban, Maryland államban találtak rá. Érdekességképpen a szakmai ellenségeskedés ellenére Cope 1887-ben újabb fajokat kapcsolt a Coelurushoz, ugyanis az Új-Mexikóban felfedezett késő triász kori fosszíliáknak a C. bauri és a C. longicollis nevet adta. E két lelet számára később létrehozta Coelophysis nemet.
1903-ban Henry Fairfield Osborn megalkotta a második Morrison-formációbeli kis theropodanemet az Ornitholestest. Ez a nem egy hiányos csontvázon alapul, amire a Como Blufftól északra levő Bone Cabin-lelőhelyen bukkantak rá. Az Ornitholestes és a Coelurus név 1920-ban fonódott egybe, mikor Charles W. Gilmore a theropoda dinoszauruszokról írt jelentős tanulmányában arra a következtetésre jutott, hogy a két nem egymás szinonimája. Ez a szinonímia évtizedekre rögzült a szakirodalomban. A két nemet hivatalosan nem hasonlították össze, de John Ostrom 1980-as tanulmányáig az sem volt teljesen eldöntve, hogy mi tartozik a Coelurushoz.
Gilmore sejtette, hogy a C. fragilis és a C. agilis azonosak, Ostrom pedig igazolta is a szinonímiát. Ez nagymértékben kibővítette a C. fragilishoz tartozó leletanyagot, és lehetővé tette Ostrom számára annak bizonyítását, hogy az Ornitholestes meglehetősen eltért a Coelurustól. Dale Russell hiányos információk alapján ebben az időben vetette fel, hogy a C. agilis az Elaphrosaurus egyik faja lehet; Ostrom viszont bizonyítékkal szolgált arra vonatkozóan, hogy ez nem így van. Emellett megmutatta, hogy a Marsh által ábrázolt három C. fragilis csigolyát valójában két másikból állították össze, melyek közül az egyikről később kiderült, hogy egy másik lelőhelyről származik és nem a Coelurus, hanem egy kis, névtelen theropoda részét képezi. Ez a névtelen dinoszaurusz nem az utolsó Morrison-formációbeli kis theropoda, amelyet összetévesztettek a Coelurusszal; egy később (1995-ben) Wyomingban talált részleges csontvázat kezdetben a Coelurus újabb, nagyméretű példányának hitték, de egy későbbi tanulmány kimutatta, hogy egy másik, rokon nemhez, a Tanycolagreushoz tartozott.

### Fajok
Jelenleg csak a Coelurus egyetlen faja, a típusfaj, a C. fragilis számít érvényesnek, de hat másikat is elneveztek az évek során. A C. agilist Marsh 1884-ben nevezte el, de kiderült, hogy a fosszília a C. fragilis csontvázának részét képezi. Cope az 1887-ben talált, késő triász kori, új-mexikói leletek alapján általa létrehozott C. baurit és C. longicollist 1889-ben az újonnan megalkotott Coelophysis nembe sorolta át. A Thecospondylus daviesit, melyet Harry Seeley egy kora kréta kori, Angliában talált nyakcsigolya alapján nevezett el, Richard Lydekker 1888-ban C. daviesire nevezte át, de ezt a fajt később egy saját nembe, a Thecocoelurusba helyezték át. 1888-ban egy másik kora kréta kori faj kapott nevet, a C. gracilis. A nevet Marsh alkotta meg egy láb maradványainak tűnő fosszília számára, Gilmore azonban 1920-ban, mikor megvizsgálta a fajt, csak egyetlen karmot talált. Ezt a fajt az 1920-as évek óta (attól kezdve, hogy Gilmore a Chirostenoteshez kapcsolta) nem tekintik Coelurusnak, az újabb keletű áttekintések szerint pedig egy másik nemhez tartozó kétséges fajnak számít. Abban az időszakban, amikor az Ornitholestest a Coelurusszal azonosnak hitték, a típusfaj a C. hermanni volt, melynek különbözőségét Rodney Steel ismerte fel.

## Ősbiológia és ősökológia
A Morrison-formációt félszáraz, nedves és száraz évszakok jellemezte lapos ártéri környezetként értelmezik. A növényzet a folyókat szegélyező erdők tűlevelűitől, páfrányfáitól és harasztjaitól a szavannákon növő harasztokig és ritkán álló fákig terjedt. Gazdag fosszílialelőhely, melyből zöld algák, gombák, mohák, zsurlók, harasztok, cikászok, ginkgók és a tűlevelűek különféle családjainak maradványai kerültek elő. Az itt felfedezett további fosszíliák között kagylók, csigák, sugarasúszójú halak, békák, farkos kétéltűek, teknősök, felemásgyíkok, gyíkok, szárazföldi és vízi krokodilformák, több pterosaurusfaj, számos dinoszauruszfaj, valamint a korai emlősök közé tartozó docodonták, multituberculaták, symmetrodonták és triconodonták váltak ismertté. A Morrison-formációban olyan dinoszauruszokat találtak, mint a theropodák közé tartozó Ceratosaurus, Allosaurus, Ornitholestes és Torvosaurus, a sauropodák közé tartozó Apatosaurus, Brachiosaurus, Camarasaurus és Diplodocus, továbbá a madármedencéjűek közé tartozó Camptosaurus, Dryosaurus és Stegosaurus. A Coelurust kis szárazföldi húsevőnek tartják, amely apró állatokkal, például rovarokkal, emlősökkel és gyíkokkal táplálkozott. Az elképzelés szerint fürge állat volt, gyorsabb lehetett, mint a hasonló, de rövidebb lábú Ornitholestes. Maradványait a Morrison-formáció 2-es és 5-ös sztratigráfiai zónáiban fedezték fel.

## Fordítás
- Ez a szócikk részben vagy egészben a Coelurus című angol Wikipédia-szócikk ezen változatának fordításán alapul.  Az eredeti cikk szerkesztőit annak laptörténete sorolja fel. Ez a jelzés csupán a megfogalmazás eredetét és a szerzői jogokat jelzi, nem szolgál a cikkben szereplő információk forrásmegjelöléseként.